# Narayanavanam
Narayanavanam là một thị trấn thống kê (census town) của huyện Chittoor thuộc bang Andhra Pradesh, Ấn Độ.

## Địa lý
Narayanavanam có vị trí 13°25′B 79°35′Đ / 13,42°B 79,58°Đ Nó có độ cao trung bình là 122 mét (400 feet).

## Nhân khẩu
Theo điều tra dân số năm 2001 của Ấn Độ, Narayanavanam có dân số 10.965 người. Phái nam chiếm 50% tổng số dân và phái nữ chiếm 50%. Narayanavanam có tỷ lệ 72% biết đọc biết viết, cao hơn tỷ lệ trung bình toàn quốc là 59,5%: tỷ lệ cho phái nam là 80%, và tỷ lệ cho phái nữ là 63%. Tại Narayanavanam, 13% dân số nhỏ hơn 6 tuổi.